# Давидов Олег Анатолійович
Олег Анатолійович Давидов (рос. Олег Анатольевич Давыдов; 16 березня 1971, м. Челябінськ, СРСР) — радянський/російський хокеїст, захисник. Майстер спорту міжнародного класу (1994). 
Вихованець хокейної школи ДЮСШОР «Трактор» (Челябінськ), тренери — заслужені тренери В.Ф. Рякін і В.М. Пономарьов). Виступав за: «Трактор» (Челябінськ), «Лада» (Тольятті), «Металург» (Магнітогорськ), «Локомотив» (Ярославль).
У складі національної збірної Росії учасник зимових Олімпійських ігор 1994 (8 матчів, 1+0). У складі юніорської збірної Росії учасник чемпіонату Європи 1989.
Досягнення
- Чемпіон МХЛ (1996), бронзовий призер (1993, 1994)
- Чемпіон Росії (2001), срібний призер (1997), бронзовий призер (2002)
- Володар Кубка МХЛ (1996)
- Володар Кубка Європи (1997)
- Володар Суперкубка Європи (2000)
- Чемпіон Європи серед юніорів (1989).